# Temporada 1948 de la NFL
La Temporada 1948 de la NFL fue la 29.ª en la historia de la NFL. Durante la temporada, el halfback
Fred Gehrke pintó cuernos en los cascos de Los Angeles Rams, por lo que fue el primer emblema utilizado en el casco de moderno en el
fútbol profesional.
También se realizó el último juego de la temporada un día miércoles hasta la temporada 2012 ocurrió el 22 de
septiembre, Los Ángeles y Detroit.
La temporada contó con la más alta puntuación por partido por cada equipo en la historia de la NFL, con una de media de 23.2 puntos por
partido.
Este récord se mantuvo durante 65 años, hasta el 2013.
La temporada finalizó el 19 de diciembre cuando los Philadelphia Eagles vencieron a Chicago Cardinals 7-0 por
el juego de campeonato de la NFL.

## Principales cambios en las reglas
- Quedan prohibidos los cascos de plástico. Esta norma fue promulgada porque los críticos argumentaron que estaban siendo utilizados más como un arma que protección.[1]
- Se permite una camiseta artificial flexible al comienzo del partido.[1]
- Cuando el pasador tiene la intención de abordar detrás de la línea de golpeo, el reloj de juego se detendrá temporalmente hasta que los receptores que han pasado el down field han tenido un tiempo razonable para volver.[cita requerida]
- Cuando a la ofensiva se le penaliza por retraso de juego, la defensa puede declinar la penalización de distancia de 5 yardas. [cita requerida]
- Si una falta ocurre por detrás de la línea durante un revés pasar o pérdida de balón, la penalización se aplica desde el punto del pase o pérdida de balón.[cita requerida]
- Es ilegal batear o ponchar la pelota mientras está en posesión de un jugador.[cita requerida]
- Todos los oficiales están equipados con silbatos, pero sin cuernos.[1]

## Carrera Divisional
En el Este, los Eagles vencieron a Washington 45-0 en la semana Cinco para tomar una ventaja de medio juego. Cuando los Eagles estaban 7-1-1
se enfrentaron otra vez a los Redskins 6-3 en la semana diez, Washington perdió un juego que debía ganar, 42-21. Así los Eagles ganaron la división.
En el Oeste fue todo en Chicago, los Cardinals y los Bears tenían una marca de 10-1 y se enfrentaban en la última semana. Una multitud récord
de 51.283 llenó el Wrigley Field el 12 de diciembre. Los Bears tomaron ventaja de 21-10, con un acarreo de George Gulyanics al comenzó
del último cuarto. Un touchdown de Charley Trippi redujo el margen a 21-17, pero los Bears tuvo la pelota y el tiempo de su lado.
El punto de inflexión se produjo cuando los Vince Banonis recogió un pase de Johnny Lujack, y se pasó la pelota hasta la yarda 19 de los Bears,
Elmer Angsman anotó el touchdown ganador tres jugadas más tarde consiguiendo el título de División Oeste y el viaje al juego de campeonato.
| Semana | Oeste                              | Marca  | Este                      | Marca |
| ------ | ---------------------------------- | ------ | ------------------------- | ----- |
| 1      | Empate (Packers, Rams)             | 1–0–0  | Ninguno                   | 0–1–0 |
| 2      | 3 equipos (Rams, Bears, Cardinals) | 1–0–0  | Empate (Redskins, Giants) | 1–0–0 |
| 3      | Chicago Bears                      | 2–0–0  | Washington Redskins       | 2–0–0 |
| 4      | Chicago Bears                      | 3–0–0  | Washington Redskins       | 2–0–0 |
| 5      | Chicago Bears                      | 4–0–0  | Philadelphia Eagles       | 2–1–1 |
| 6      | Empate (Bears, Cardinals)          | 4–1–0  | Philadelphia Eagles       | 3–1–1 |
| 7      | Empate (Bears, Cardinals)          | 5–1–0  | Philadelphia Eagles       | 4–1–1 |
| 8      | Empate (Bears, Cardinals)          | 6–1–0  | Philadelphia Eagles       | 5–1–1 |
| 9      | Empate (Bears, Cardinals)          | 7–1–0  | Philadelphia Eagles       | 6–1–1 |
| 10     | Empate (Bears, Cardinals)          | 8–1–0  | Philadelphia Eagles       | 7–1–1 |
| 11     | Empate (Bears, Cardinals)          | 9–1–0  | Philadelphia Eagles       | 8–1–1 |
| 12     | Empate (Bears, Cardinals)          | 10–1–0 | Philadelphia Eagles       | 8–2–1 |
| 13     | Chicago Cardinals                  | 11–1–0 | Philadelphia Eagles       | 9–2–1 |

## Temporada regular
V = Victorias, D = Derrotas, E = Empates, CTE = Cociente de victorias, PF= Puntos a favor, PC = Puntos en contra
Nota: Los juegos empatados no fueron contabilizados de manera oficial en las posiciones hasta 1972
| Philadelphia Eagles | 9 | 2 | 1 | .818 | 376 | 156 |
| Washington Redskins | 7 | 5 | 0 | .583 | 291 | 287 |
| New York Giants     | 4 | 8 | 0 | .333 | 297 | 388 |
| Pittsburgh Steelers | 4 | 8 | 0 | .333 | 200 | 243 |
| Boston Yanks        | 3 | 9 | 0 | .250 | 174 | 372 |

| Chicago Cardinals | 11 | 1  | 0 | .917 | 395 | 226 |
| Chicago Bears     | 10 | 2  | 0 | .833 | 375 | 151 |
| Los Angeles Rams  | 6  | 5  | 1 | .545 | 327 | 269 |
| Green Bay Packers | 3  | 9  | 0 | .250 | 154 | 290 |
| Detroit Lions     | 2  | 10 | 0 | .167 | 200 | 407 |

## Juego de Campeonato
- Philadelphia Eagles 7, Chicago Cardinals 0 , 19 de diciembre de 1948, Shibe Park, Philadelphia, Pensilvania

## Líderes de la liga
| Estadísticas | Nombre          | Equipo            | Yardas |
| ------------ | --------------- | ----------------- | ------ |
| Pasando      | Sammy Baugh     | Washington        | 2.599  |
| Corriendo    | Steve Van Buren | Philadelphia      | 945    |
| Recibiendo   | Mal Kutner      | Chicago Cardinals | 943    |